# Prix Jacques-Normand
Le Prix Jacques-Normand est un prix littéraire délivré en automne et attribué à un recueil inédit de poésies.
Il a été créé en au début du XXe siècle par le comité directeur de la Société des gens de lettres, sur dotation du poète et dramaturge Jacques Normand.
Les candidats pouvaient postuler à la seule condition que leur manuscrit dépasse mille cinq cents vers et que leur auteur n'ait jamais publié de recueil de poésies auparavant.
En 1990, son montant était de 5 000 F (environ 760 €). La dernière attribution connue date de 1992.

## Historique
La dernière attribution identifiée remonte à 1992.

## Membres du jury
Le prix est délivré par le comité directeur de la Société, qui désigne en son sein un jury et un président.
Certains présidents du jury ont laissé leur nom :
- 1911 : René Doumic
- 1914 : Georges Lecomte
- 1929 : Pierre Benoît
- 1930 : Gaston Rageot
- 1931 : Gaston Rageot
- 1932 : Paul Chack
- 1933 : Gaston Rageot
- 1937 : Camille Marbo

## Liste des lauréats
Quelques attributaires identifiés…

### Années 1900
- 1909 : Charles Perrot, pour La plainte intérieure.

### Années 1910
- 1911 : Fernand Mazade, pour Le Cortège des Dieux[1].
- 1912 : Théodore Legrand, pour Vibrations[2].
- 1913 : Comtesse de Magallon, pour La Chanson des soirs et Pierre Benoît pour Diadumène.
- 1914 : Jacques Hébertol, pour Le livre du petit gars
- 1915 : Théodore Mercadier, pour L'âme en peine[3].
- 1917 : André Lamandé, pour Bas-Reliefs[4].
- 1919 : Maurice Valette, pour Le Coffret aux Clous d'Or.

### Années 1920
- 1920 : André Romane, pour Les Pipeaux du faune, préfacé par Fernand Gregh[5],[6].
- 1921 : Alexandre Guinle, pour Amour frère de la mort[7].
- 1922 : Geneviève Duhamelet, pour Pour l'amour de l'amour[8],[9].
- 1923 : Albert Canal, pour La lumière du cœur[9].
- 1924 : non décerné.
- 1925 : Fernand Lot pour Notations et M. Nicollet, pour Les Précurseurs.
- 1926 : Sébastien-Charles Luguet, pour Le spectre et sa banlieue.
- 1927 : non décerné.
- 1928 : Mathilde Sabathé pour Suite mineure et Gisèle Vallerey pour Narcisse et la Voix des Heures.
- 1929 : Marie-Antoinette Procope-Le Roux, pour Flux et reflux[10].

### Années 1930
- 1930: Marcel Luguet, pour Poèmes noirs écrits sur un carnet de songes[11].
- 1931 : Jacques Cervierès, pour Hésitations[12].
- 1932 : Gabriel Paysan, pour La veillée des cœurs[13].
- 1933 : Jacques Hameline, pour Les Idoles de cendre[14].
- 1934 : Paul Courant, pour Poèmes de la Loreleï[15].
- 1935 : Danielle Hemmert, pour Toutes mes heures[16].
- 1936 : Cécile Didier pour La Gerbe dénouée.
- 1937 : Marie-Louise Druilhet pour Les Canéphores.
- 1938 : Ida Faubert pour Frissons.
- 1939 : Ida Faubert, pour Cœur des îles, préface de Jean Vignaud.

### Années 1940
- 1945 : Anne-Marie Renaud de Saint Georges, pour Terre de détresse, recueil de poèmes écrits en déportation à Ravensbrück.
- 1946 : Claude Ducellier pour Essor, édition Librairie Gedalge, Paris, 1947[17].
- 1947 : Benjamin Begaud, pour Glanes.

### Années 1950
- 1950 : Jean Marcelin, pour Les flûteaux.
- 1953 : Odette Casadesus, pour Astragales, aux éditions La Goélette.

### Années 1980
- 1983 : Claude-Pierre Boutet, pour Sédimentaires.
- 1984 : Michèle Henin, pour Un tablier rouge.
- 1987 : Jean-Pierre Desthuilliers, pour Le Sculpteur d'eaux, préface de Jacques Arnold, postface de Michel Martin de Villemer.
- 1988 : Dominique Nourry, pour L'embellie.

### Années 1990
- 1991 : Gérard Bocholier, pour Terre prochaine, éditions René Rougerie.
- 1992 : Gilles Prin, pour L'Enfant indigo[18].